# Autour unibande
Kaupifalco monogrammicus
Genre
Espèce
Statut CITES
Statut de conservation UICN

 LC  : Préoccupation mineure
L'Autour unibande ou Buse unibande (Kaupifalco monogrammicus) est une espèce de rapace de la famille des Accipitridae. Commun sur le continent africain, il se nourrit de petits vertébrés.

## Morphologie

### Mensurations
Bien que la femelle soit légèrement plus grosse que le mâle, il n'y a pas de dimorphisme sexuel chez cette espèce. Long de 35 à 38 cm, la masse moyenne est de 250 g pour les mâles et 280 g pour les femelles.

### Aspect général
Ce rapace est globalement gris légèrement bleuté, avec la queue noire barrée d'une bande blanche. Le bout des ailes est noir et le dessous des ailes est blanc avec de fines barres gris sombre. Il présente sur sa gorge blanche une ligne noire verticale. Le ventre blanc présente de nombreuses et fines barres gris sombre à noir lui donnant un aspect moucheté. Le bec crochu est noir, avec la base rougeâtre. Les yeux bruns sont cerclés de rouge. Les pattes courtes sont rougeâtres.

### Aspect des juvéniles
Le juvénile ressemble à l'adulte, mais les plumes qui sont noires chez l'adulte sont plutôt brunes chez le juvénile. De même, la base du bec est moins colorée.

## Comportement

### Alimentation
Carnivore et prédateur, il se nourrit de petits vertébrés, comme des lézards, geckos, serpents, petits mammifères (lapins, souris et autres rongeurs) et jeunes oiseaux, mais aussi d'insectes (papillons, guêpes, abeilles, sauterelles, fourmis...).
Il traque ses proies depuis un perchoir (une branche d'arbre isolée, le sommet d'un palmier, un fil électrique...) ou en vol, planant lors de sa recherche de nourriture. La proie est repérée à vue. L'Autour unibande plonge alors vers le sol où les proies sont capturées et tuées à l'aide de ses serres, ou d'un coup de bec sur la tête (c'est le cas pour les serpents). Il est aussi capable de capturer sa proie sur une branche, voire sur un mur. Les proies sont parfois consommées au sol, mais il peut aussi les rapporter sur son perchoir pour les consommer tranquillement.

### Vocalisations
Ce rapace peut émettre des cris à la fois aigus et un peu assourdis.

### Reproduction
Cette espèce est monogame. Le mâle devient agressif et territorial pendant la saison de nidification.
La reproduction a lieu pendant la saison sèche. L'Autour unibande bâtit un nid de brindilles sur la fourche d'un arbre ou dans la couronne d'un palmier. Il est construit par les deux parents, l'un apportant les matériaux et l'autre s'occupant de la construction. L'intérieur est tapissé de débris végétaux, de mousse et de feuilles.
La femelle pond de 1 à 3 œufs blancs. L'incubation est assurée par la femelle; le mâle apporte la nourriture et la dépose soit au nid soit à côté. La femelle quitte parfois le nid pour chasser elle-même. Les partenaires gardent le contact par des cris fréquents.
Cet oiseau vit en moyenne 9 ans,.

## Habitat et répartition

### Habitat
On le rencontre surtout dans la savane arborée de l'Afrique tropicale sub-saharienne, jusqu'à 2 000 m d'altitude maximum.

### Répartition et populations

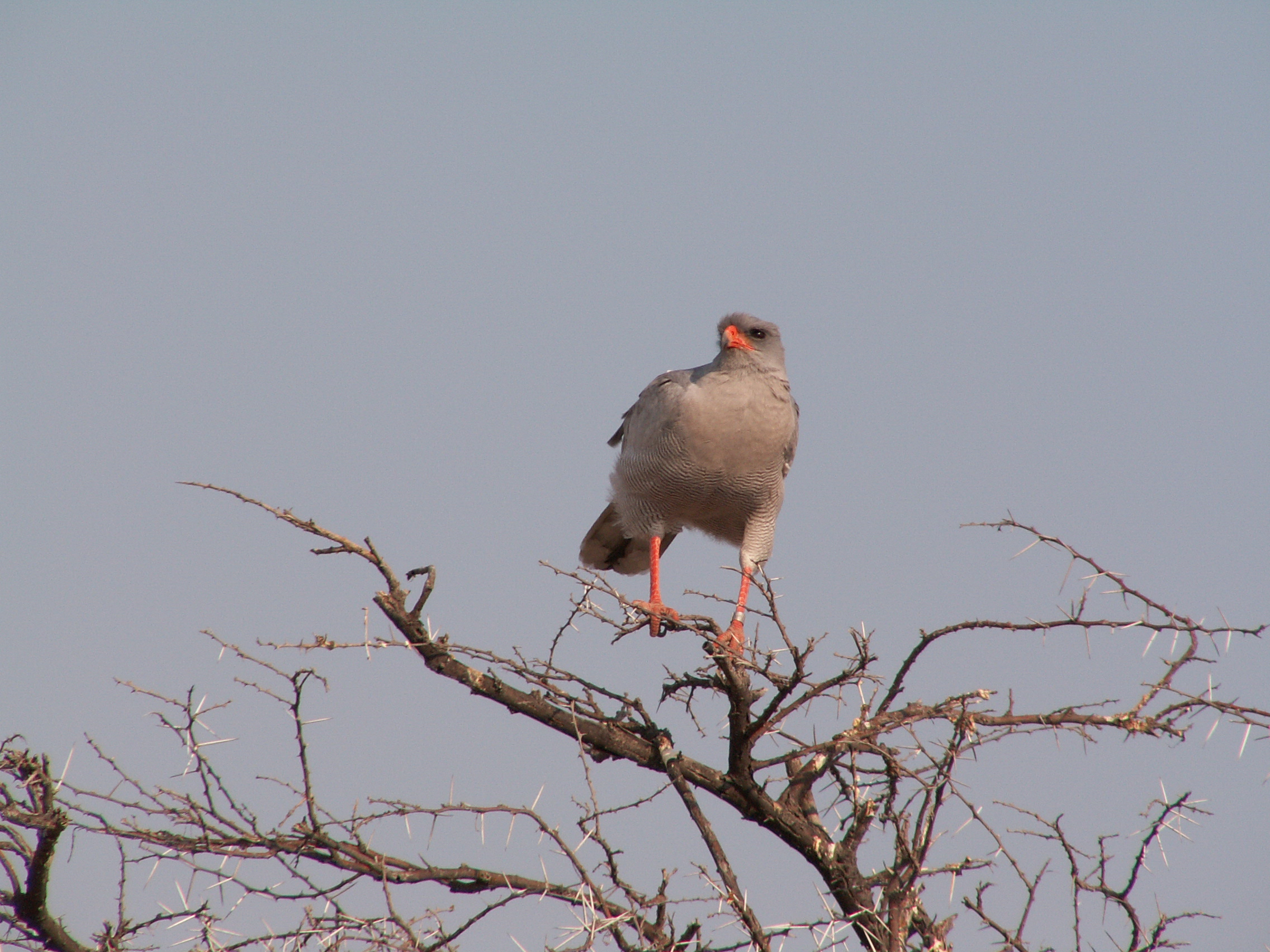
Autour unibande (Parc national d'Etosha, Namibie)

Cet oiseau, présent exclusivement sur le continent africain, a une population mondiale estimée à 100,000-1,000,000 individus.

## Taxinomie
D'après la classification de référence (version 14.1, 2024) de l'Union internationale des ornithologues, l'Autour unibande possède 2 sous-espèces (ordre philogénique) :
- Kaupifalco monogrammicus meridionalis (Hartlaub, 1860) : de l'Angola jusqu'à la Tanzanie ;
- Kaupifalco monogrammicus monogrammicus (Temminck, 1824) : du Sénégal au Kenya et à l'Éthiopie.

## L'Autour unibande et l'Homme

### Statut et préservation
Cet oiseau, du fait de sa large répartition et de la stabilité apparente de sa population, est classé par l'UICN dans la catégorie LC (préoccupation mineure).
Il est cependant protégé depuis 1979 par le CITES, qui l'a placé en annexe II.

### Philatélie
Plusieurs états ont émis des timbres à l'effigie de cet oiseau: la République centrafricaine en 1988, la Gambie en 1978, la Guinée-Bissau en 1991, la Côte d'Ivoire en 1965, le Liberia et l'Ouganda en 1999 et le Zaire en 1982 (voir "Liens externes" pour plus de détails).

#### Photos et vidéo
- Photo sur Amazilia.net
- Photo d'un adulte sur Oiseaux.net (Burkina Faso)
- Photo d'un juvénile sur Oiseaux.net (Mali)
- Galerie de photos sur African Bird Club
- Galerie de photos Flickr depuis Avibase
- Vidéo sur IBC (K. m. monogrammicus, Ouganda)